# Sân vận động Ansan Wa~
Sân vận động Ansan Wa~ (tiếng Hàn Quốc: 안산 와~ 스타디움) là một sân vận động đa năng ở Ansan, Gyeonggi, Hàn Quốc. Hiện tại, đây là sân nhà của Ansan Greeners FC. Trong khi đang được xây dựng, sân được gọi là "Sân vận động Ansan". Sau khi được khánh thành, sân vận động có tên chính thức là "Sân vận động Ansan Wa~". "Wa" có nghĩa là sự cổ vũ hài hòa và ký hiệu sóng (~) tượng trưng cho phần kéo dài của âm thanh đó. Sân vận động có sức chứa 35.000 người và được khánh thành vào năm 2007. Sân được sử dụng chủ yếu cho các trận đấu bóng đá và điền kinh. Giải đấu rugby union Asian Five Nations 2013 được tổ chức tại sân vận động này. Sân nằm cạnh ga Gojan trên tuyến số 4 của tàu điện ngầm Seoul.

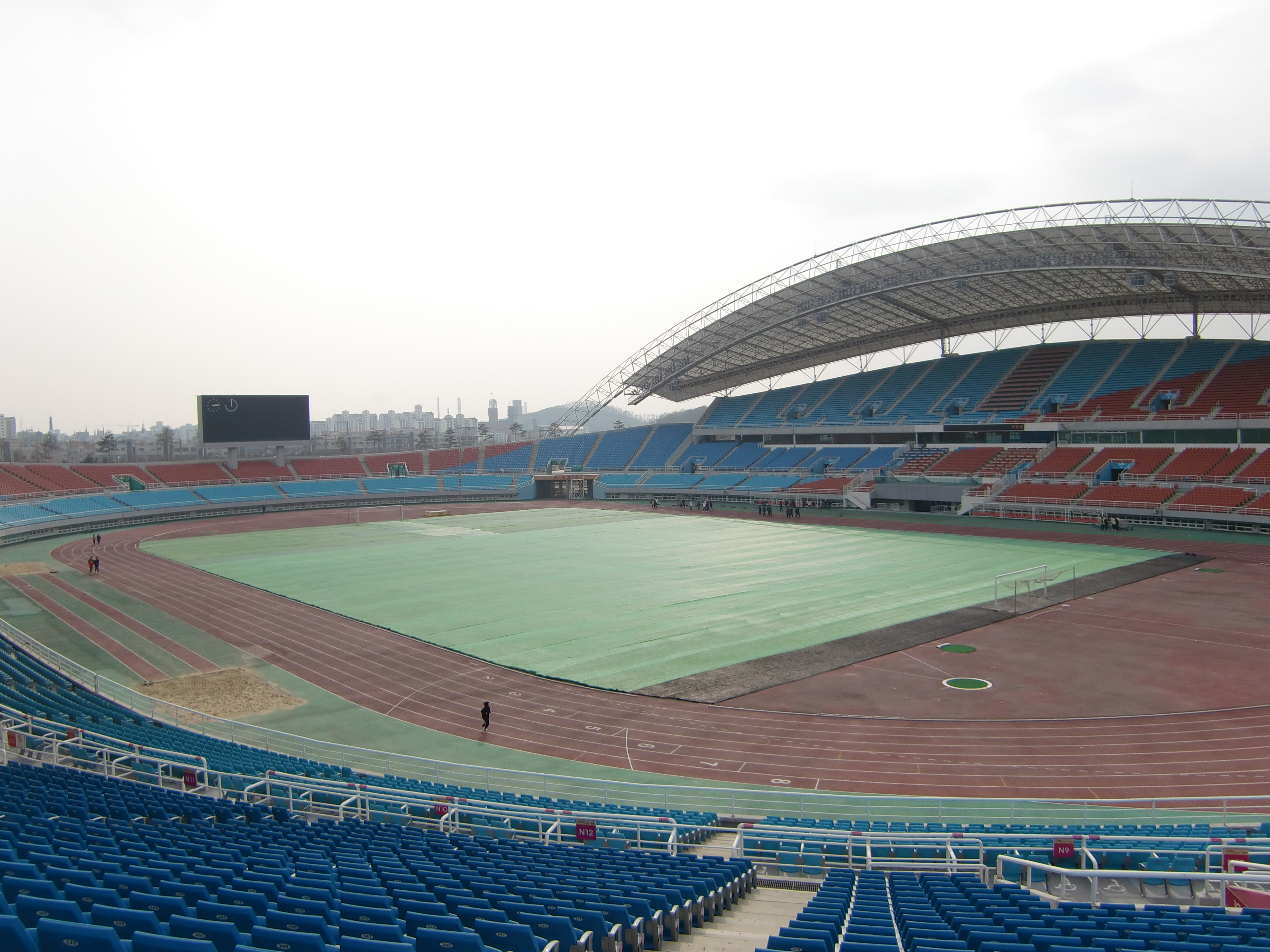
Sân vận động Ansan Wa~